# Andrew Pagett
Andrew Pagett (ur. 25 kwietnia 1982 w Newport w Walii) – walijski snookerzysta.

## Kariera amatorska
W sezonie 2007/2008 brał udział w serii turniejów International Open Series. W turnieju II doszedł do finału, w którym uległ Kuldeshowi Johalowi 4-6.

## Kariera zawodowa
Andrew Pagett po raz pierwszy do Main Touru wszedł w sezonie 2003/2004 i utrzymał się tam do sezonu 2008/2009.
Dzięki zajęciu pierwszego miejsca w walijskim ranking amatorów na sezon 2009/2010, po zaledwie rocznej przerwie powrócił do światowej czołówki (2010/2011) i został sklasyfikowany na 71. miejscu. Po sezonie 2011/12 znów opuścił grono zawodowców, by po rocznej przerwie powrócić i ukończyć sezon na 103 pozycji, co zapewniło mu jednak miejsce w main tourze na sezon 2015/15.
W całej swojej zawodowej karierze wbił zaledwie 5 breaków 100+ w prawie 1600 rozegranych frejmach.
Łączna kwota nagród jakie zdobył to 51 065 funtów.
W 2017 roku wziął udział w World Games.